# حامول مخروطي
حامول مخروطي (الاسم العلمي:Cuscuta strobilacea) هو نوع من النباتات يتبع جنس الحامول من الفصيلة المحمودية.